# Augusta Eugenia di Urach
Augusta Eugenia di Urach (Auguste Wilhelmine Marie-Eugénie Pauline Friederike von Urach; 27 dicembre 1842 – 11 marzo 1916) è stata una nobile tedesca, figlia di Guglielmo di Württemberg, primo Duca di Urach, e Teodolinda di Beauharnais, sposò in prime nozze il conte Rudolf von Enzenberg zum Freyen und Jöchlsthurn e in seconde nozze sposò il conte Franz von Thun und Hohenstein.

## Biografia

### Infanzia

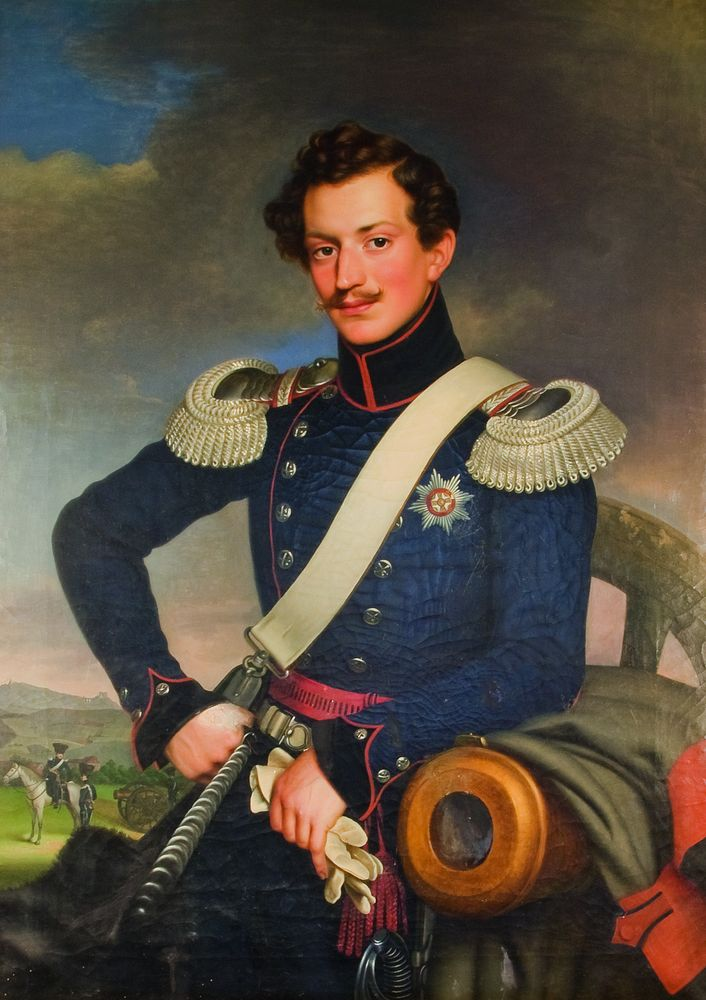
Guglielmo di Urach ritratto da Franz Seraph Stirnbrand nel 1835

Agostina Eugenia nacque il 27 dicembre 1842 a Stoccarda. Era la primogenita del principe Guglielmo di Württemberg, poi duca di Urach, e la sua prima moglie Teodolinda di Beauharnais. 
La madre morì quando Agostina aveva 14 anni. Dopo sei anni, suo padre si risposò, prendendo come sua moglie la Principessa Florestina di Monaco.

### Primo matrimonio

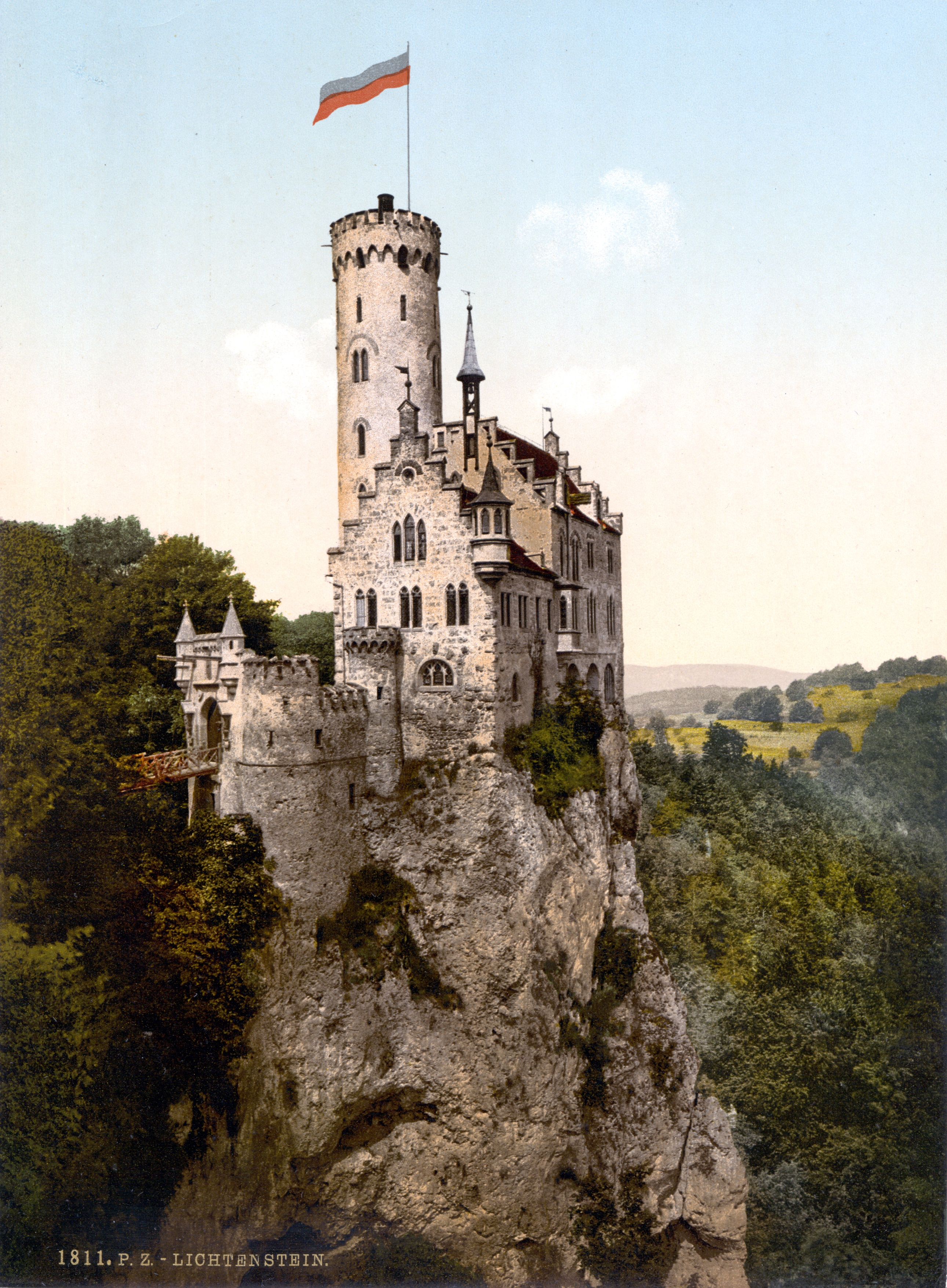
Castello di Lichtenstein

Il 4 ottobre 1865, la ventiduenne Agostina Eugenia sposò il trentenne conte Rudolf von Enzenberg zum Freyen und Jöchlsthurn. Il matrimonio ha avuto luogo nel castello di Liechtenstein. Da questo matrimonio nacquero tre figli.

### Secondo matrimonio

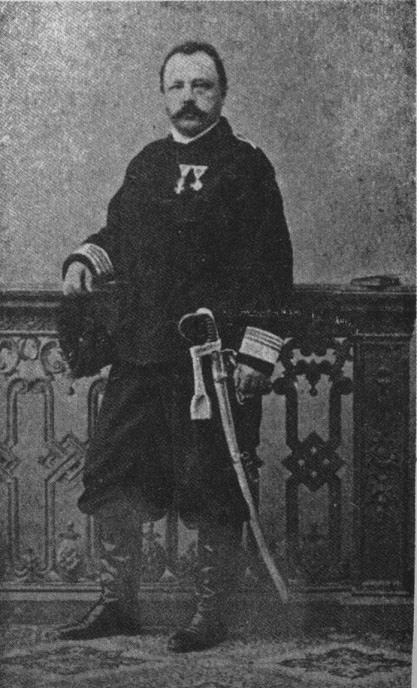
Franz von Thun

Nel 1874, il marito morì. Dopo tre anni, nel 1877, Augusta sposò il conte Franz von Thun und Hohenstein. Il matrimonio ebbe luogo il 16 giugno a Innsbruck. La coppia si stabilì nella città di Schwaz in Tirolo. Augusta e Franz ebbero due figlie.

### Morte
Nel 1882 il marito prese il comando del corpo di Innsbruck, venendo promosso al grado di feldmaresciallo. Nel 1883 la salute di Franz Josef cominciò a deteriorarsi, ed è stato sollevato dal suo incarico. Nel 1887 si dimesse, e l'anno morì nella sua casa di Zillertal.
Agostina morì il 11 marzo 1916.

## Discendenza
Agostina Eugenia e Rudolf von Enzenberg zum Freyen und Jöchlsthurn, suo primo marito, ebbero tre figli:
- Teodolinda (1866 - 1951) sposò il conte Rudolf von der Vetter Lily, ebbero tre figli;
- Rudolph Joseph (1868 - 1932) si sposò due volte ed ebbe quattro figli;
- Eberhard Franz (1872 - 1945) sposò la contessa Maria Lodron ebbero quattro figli.

Dal secondo matrimonio tra Augusta e Franz von Thun und Hohenstein nacquero due figlie:
- Constantine (1872 - 1962) sposò il conte Thun-Hohenshtayn, ebbero cinque figli e una figlia;
- Maria Augusta Francesca (1879 - 1958) sposò con il conte Francesco Gaetano Forni, ebbero quattro figli e due figlie.

## Ascendenza
|                                      |                               |                                            | Genitori                                                   |  |  | Nonni |  |  | Bisnonni                              |  |  | Trisnonni                             |  |
|                                      |                               |                                            |                                                            |  |  |       |  |  | 8. Federico II Eugenio di Württemberg |  |  | 16. Carlo I Alessandro di Württemberg |  |
|                                      |                               |                                            |                                                            |  |  |       |  |  | 8. Federico II Eugenio di Württemberg |  |  | 16. Carlo I Alessandro di Württemberg |  |
|                                      |                               | 17. Maria Augusta di Thurn und Taxis       |                                                            |  |  |       |  |  | 8. Federico II Eugenio di Württemberg |  |  |                                       |  |
| 4. Guglielmo Federico di Württemberg |                               |                                            |                                                            |  |  |       |  |  | 8. Federico II Eugenio di Württemberg |  |  |                                       |  |
|                                      |                               | 9. Federica Dorotea di Brandeburgo-Schwedt | 18. Federico Guglielmo di Brandeburgo-Schwedt              |  |  |       |  |  |                                       |  |  |                                       |  |
|                                      |                               | 9. Federica Dorotea di Brandeburgo-Schwedt | 18. Federico Guglielmo di Brandeburgo-Schwedt              |  |  |       |  |  |                                       |  |  |                                       |  |
|                                      |                               | 9. Federica Dorotea di Brandeburgo-Schwedt | 19. Sofia Dorotea di Prussia                               |  |  |       |  |  |                                       |  |  |                                       |  |
| 2. Guglielmo di Urach                |                               | 9. Federica Dorotea di Brandeburgo-Schwedt |                                                            |  |  |       |  |  |                                       |  |  |                                       |  |
|                                      |                               | 10. Carlo Augusto di Tunderfeldt-Rhodis    | 20. Giovanni Cristoforo di Tunderfeldt-Rhodis              |  |  |       |  |  |                                       |  |  |                                       |  |
|                                      |                               | 10. Carlo Augusto di Tunderfeldt-Rhodis    | 20. Giovanni Cristoforo di Tunderfeldt-Rhodis              |  |  |       |  |  |                                       |  |  |                                       |  |
|                                      |                               | 10. Carlo Augusto di Tunderfeldt-Rhodis    | 21. Emeranzia di Hohendorff                                |  |  |       |  |  |                                       |  |  |                                       |  |
| 5. Guglielmina di Tunderfeldt-Rhodis |                               | 10. Carlo Augusto di Tunderfeldt-Rhodis    |                                                            |  |  |       |  |  |                                       |  |  |                                       |  |
|                                      |                               | 11. Teresa di Schilling-Canstatt           | 22. Carlo di Schilling-Canstatt                            |  |  |       |  |  |                                       |  |  |                                       |  |
|                                      |                               | 11. Teresa di Schilling-Canstatt           | 22. Carlo di Schilling-Canstatt                            |  |  |       |  |  |                                       |  |  |                                       |  |
|                                      |                               | 11. Teresa di Schilling-Canstatt           | 23. Regina di Bernerdin-Pernthurn                          |  |  |       |  |  |                                       |  |  |                                       |  |
| 1. Augusta Eugenia di Urach          |                               | 11. Teresa di Schilling-Canstatt           |                                                            |  |  |       |  |  |                                       |  |  |                                       |  |
|                                      | 12. Alessandro di Beauharnais | 24. François de Beauharnais                |                                                            |  |  |       |  |  |                                       |  |  |                                       |  |
|                                      | 12. Alessandro di Beauharnais | 24. François de Beauharnais                |                                                            |  |  |       |  |  |                                       |  |  |                                       |  |
|                                      | 12. Alessandro di Beauharnais | 25. Marie Henriette Pyvart de Chastullé    |                                                            |  |  |       |  |  |                                       |  |  |                                       |  |
| 6. Eugenio di Beauharnais            | 12. Alessandro di Beauharnais |                                            |                                                            |  |  |       |  |  |                                       |  |  |                                       |  |
|                                      |                               | 13. Giuseppina di Beauharnais              | 26. Joseph-Gaspard Tascher de La Pagerie                   |  |  |       |  |  |                                       |  |  |                                       |  |
|                                      |                               | 13. Giuseppina di Beauharnais              | 26. Joseph-Gaspard Tascher de La Pagerie                   |  |  |       |  |  |                                       |  |  |                                       |  |
|                                      |                               | 13. Giuseppina di Beauharnais              | 27. Rose-Claire des Vergers de Sannois                     |  |  |       |  |  |                                       |  |  |                                       |  |
| 3. Teodolinda di Leuchtenberg        |                               | 13. Giuseppina di Beauharnais              |                                                            |  |  |       |  |  |                                       |  |  |                                       |  |
|                                      |                               | 14. Massimiliano I di Baviera              | 28. Federico Michele di Zweibrücken-Birkenfeld             |  |  |       |  |  |                                       |  |  |                                       |  |
|                                      |                               | 14. Massimiliano I di Baviera              | 28. Federico Michele di Zweibrücken-Birkenfeld             |  |  |       |  |  |                                       |  |  |                                       |  |
|                                      |                               | 14. Massimiliano I di Baviera              | 29. Maria Francesca del Palatinato-Sulzbach                |  |  |       |  |  |                                       |  |  |                                       |  |
| 7. Augusta di Baviera                |                               | 14. Massimiliano I di Baviera              |                                                            |  |  |       |  |  |                                       |  |  |                                       |  |
|                                      |                               | 15. Augusta Guglielmina d'Assia-Darmstadt  | 30. Giorgio Guglielmo d'Assia-Darmstadt                    |  |  |       |  |  |                                       |  |  |                                       |  |
|                                      |                               | 15. Augusta Guglielmina d'Assia-Darmstadt  | 30. Giorgio Guglielmo d'Assia-Darmstadt                    |  |  |       |  |  |                                       |  |  |                                       |  |
|                                      |                               | 15. Augusta Guglielmina d'Assia-Darmstadt  | 31. Maria Luisa Albertina di Leiningen-Dagsburg-Falkenburg |  |  |       |  |  |                                       |  |  |                                       |  |
|                                      |                               | 15. Augusta Guglielmina d'Assia-Darmstadt  |                                                            |  |  |       |  |  |                                       |  |  |                                       |  |